# BrowserStack
BrowserStack ist eine cloudbasierte Testplattform für Web und Mobile. Es erlaubt Softwareentwicklern, ihre Webseiten und mobile Apps auf verschiedenen verfügbaren Webbrowsern, Betriebssystemen und Mobiltelefonen zu testen, ohne dabei selbst die Software zu installieren oder eine interne Sammlung an virtuellen Maschinen, Geräten oder Emulatoren vorzuhalten.

## Geschichte
Der Service wurde 2011 von Ritesh Arora und Nakul Aggarwal in Mumbai, Indien gegründet und hat seitdem eine weitreichende Akzeptanz in der Webentwickler-Community erhalten, weil sie mit dem Service das Layout und die Geschwindigkeit von verschiedenen Webbrowser-Betriebssystem-Kombinationen einfach testen können, ohne diese alle selbst vorhalten zu müssen. BrowserStack hat über 25.000 zahlende Kunden und 2.000.000 registrierte Entwickler in mehr als 135 Ländern. Softwarefirmen weltweit verwenden BrowserStack zum Testen ihrer browserbasierten Software und Apps für das Smartphone. Darunter sind Branchenführer wie Microsoft, ING Groep, Mastercard, Dow Jones, Garmin, National Geographic, Volvo, NRK, HubSpot, Walt Disney und AngularJS.
Die Firma hat Büros in San Francisco, Mumbai und Dublin und befindet sich in Privatbesitz. Im Januar 2018 erhielt die Firma im Rahmen einer Serie-A-Finanzierung 50 Millionen US-Dollar vom Risikokapitalgeber Accel.

## Bestandteile
BrowserStack offeriert folgende Produkte bzw. Services:
- Live: Browser-Livetest von Webseiten
- Automate: Automatisierter Test von Webseiten mit Hilfe von Selenium
- App Live: Interaktives Testen von nativen und hybriden Apps auf physischen Geräten/Smartphones
- App Automate: Automatisiertes Testen von Apps

Die Anwender können dabei aus 1200 on-demand-Mobilgeräten (physisch vorhanden, keine Emulatoren), Webbrowsern und Betriebssystemen auswählen und auf eine sichere, stabile und skalierbare Infrastruktur vertrauen, die in der Lage ist, tausende simultane manuelle oder automatisierte Tests auszuführen. Dabei hilft BrowserStack den Softwareteams, ihre Zeit, die Kosten und den Wartungsaufwand für das Testen gering zu halten und sich auf das Erstellen der Produkte zu konzentrieren.

## Diebstahl von E-Mail-Adressen
Im November 2014 konnte ein Grey-Hat die E-Mail-Adressen von 5000 Entwicklern erlangen, die BrowserStack verwenden. Diese Zahl entspricht ca. 1 % ihrer damaligen 500.000 Kunden. Er nutzte dabei die Shellshock-Sicherheitslücke aus. Der Hacker schickte dann an diese Entwickler eine E-Mail, die angeblich vom BrowserStack-Team kam, kündigte an, dass BrowserStack abgeschaltet wird, und entschuldigte sich bei den Usern, dass verschiedene Sicherheitsmaßnahmen nicht den Anforderungen entsprachen. In einer späteren Mitteilung, dieses Mal nachweislich vom BrowserStack-Team, wird erklärt, dass die BrowserStack-Applikation auf Servern von Amazon Web Services betrieben wird. Deren Konfiguration besteht aus tausenden von Servern. Einer dieser Server war eine alte Maschine, die einen Prototyp der Applikation enthielt und die das Ziel des Angriffs war. Die Mitteilung nahm Stellung zu den Behauptungen des Hackers und führte aus, dass der Hacker gestoppt werden konnte, bevor er noch mehr E-Mail-Adressen in seinen Besitz bringen konnte oder Zugriff auf die gepatchten Server erhielt.